# Otto Fuhrmann
Otto Fuhrmann (1 de abril de 1871 en Basilea – 27 de enero de 1945) fue un científico y parasitólogo suizo que se especializó en el campo de la helmintología.
Cursó sus estudios universitarios en la Universidad de Basilea donde fue alumno de Ludwig Ruetimeyer y Friedrich Zschokke. 
Luego de su paso por dicha universidad, continuó su educación en Ginebra, donde fue persuadido por el zoólogo Carl Vogt, para que centrara sus estudios en gusanos planos parásitos. En 1894 obtuvo su doctorado  con la tesis titulada "Die Turbellarien der Umgebung von Basel", y tras un período como asistente en la Universidad de Ginebra, se trasladó a la Universidad de Neuchâtel, donde desde 1895 hasta 1941 impartió clases de anatomía comparada. y zoología.
Se le atribuye la introducción de un nuevo esquema de clasificación para Cyclophyllidea (orden de las tenias ), en el que el orden se dividió en diez familias con ocho subfamilias — de sus 66 géneros totales, 20 eran nuevos para la ciencia. La especie herpetológica Cryptobatrachus fuhrmanni ( rana mochila de Fuhrmann) fue nombrada en su honor por Mario Giacinto Peracca.
El escorpión Tityus fuhrmanni fue nombrado en su honor por el aracnólogo alemán Karl Kraepelin

## Trabajos seleccionados
- Die Cestoden der Vögel, 1909 – Cestodos aviares.
- Voyage d'exploration scientifique en Colombie, 1914 (con Eugéne Mayor ) – Viaje de exploración en Colombia .[4]
- Cestodes d'oiseaux de la Nouvelle-Calédonie et des Iles Loyalty, 1918 – Cestodes aviares de Nueva Caledonia y las Islas de la Lealtad .
- Cestodos, 1926 – Cestodos .
- Brasilianische Cestoden aus Reptilien und Vögeln, 1927 – Cestodos brasileños de reptiles y aves.
- Les ténias des oiseaux, avec 147 figures dans le texte, 1932 – Tenias de pájaros.[5]